# Chuma Okeke
Chukwuma Julian Okeke, detto Chuma (Atlanta, 18 agosto 1998), è un cestista statunitense.

## Biografia
È nato ad Atlanta da padre nigeriano e madre statunitense.

## Carriera
Dopo essersi dichiarato eleggibile per il Draft NBA 2019, viene selezionato come sedicesima scelta assoluta dagli Orlando Magic.

## Statistiche

### NCAA
| Anno      | Squadra       | PG | PT | MP   | TC%  | 3P%  | TL%  | RP  | AP  | PRP | SP  | PP   |
| --------- | ------------- | -- | -- | ---- | ---- | ---- | ---- | --- | --- | --- | --- | ---- |
| 2017-2018 | Auburn Tigers | 34 | 0  | 21,6 | 45,8 | 39,1 | 67,3 | 5,8 | 1,1 | 0,7 | 0,7 | 7,5  |
| 2018-2019 | Auburn Tigers | 38 | 38 | 29,1 | 49,6 | 38,7 | 72,2 | 6,8 | 1,9 | 1,8 | 1,2 | 12,0 |
| Carriera  | Carriera      | 72 | 38 | 25,5 | 48,1 | 38,9 | 70,3 | 6,3 | 1,5 | 1,3 | 1,0 | 9,9  |

#### Massimi in carriera
- Massimo di punti: 23 vs Mississippi (13 febbraio 2019)[1]
- Massimo di rimbalzi: 14 (2 volte)
- Massimo di assist: 5 (3 volte)
- Massimo di palle rubate: 5 (2 volte)
- Massimo di stoppate: 3 (3 volte)
- Massimo di minuti giocati: 36 (2 volte)

### NBA

#### Regular Season
| Anno      | Squadra             | PG  | PT | MP   | TC%  | 3P%  | TL%  | RP  | AP  | PRP | SP  | PP  |
| --------- | ------------------- | --- | -- | ---- | ---- | ---- | ---- | --- | --- | --- | --- | --- |
| 2020-2021 | Orlando Magic       | 45  | 19 | 25,2 | 41,7 | 34,8 | 75,0 | 4,0 | 2,2 | 1,1 | 0,5 | 7,8 |
| 2021-2022 | Orlando Magic       | 70  | 20 | 25,0 | 37,6 | 31,8 | 84,6 | 5,0 | 1,7 | 1,4 | 0,6 | 8,6 |
| 2022-2023 | Orlando Magic       | 27  | 8  | 19,2 | 35,2 | 30,2 | 76,2 | 3,6 | 1,4 | 0,7 | 0,4 | 4,7 |
| 2023-2024 | Orlando Magic       | 47  | 8  | 9,2  | 35,7 | 28,0 | 57,1 | 1,7 | 0,4 | 0,2 | 0,1 | 2,3 |
| 2024-2025 | Philadelphia 76ers  | 7   | 3  | 24,4 | 54,5 | 45,5 | 66,7 | 6,1 | 1,9 | 0,7 | 0,4 | 6,9 |
| 2024-2025 | Cleveland Cavaliers | 2   | 0  | 12,5 | 28,6 | 16,7 | -    | 2,0 | 1,0 | 0,0 | 0,5 | 2,5 |
| Carriera  | Carriera            | 198 | 58 | 20,3 | 38,7 | 32,1 | 78,7 | 3,8 | 1,5 | 0,9 | 0,4 | 6,3 |

#### Playoffs
| Anno     | Squadra             | PG | PT | MP  | TC%  | 3P%  | TL% | RP  | AP  | PRP | SP  | PP  |
| -------- | ------------------- | -- | -- | --- | ---- | ---- | --- | --- | --- | --- | --- | --- |
| 2024     | Orlando Magic       | 2  | 0  | 5,0 | 66,7 | 50,0 | 100 | 0,0 | 0,5 | 0,0 | 0,0 | 3,0 |
| 2025     | Cleveland Cavaliers | 3  | 0  | 4,5 | 25,0 | 25,0 | -   | 0,0 | 0,3 | 0,3 | 0,0 | 1,0 |
| Carriera | Carriera            | 5  | 0  | 4,6 | 42,9 | 33,3 | 100 | 0,0 | 0,4 | 0,2 | 0,0 | 1,8 |

#### Massimi in carriera
- Massimo di punti: 26 vs Houston Rockets (25 febbraio 2022)[2]
- Massimo di rimbalzi: 11 (2 volte)
- Massimo di assist: 7 vs Indiana Pacers (9 aprile 2021)
- Massimo di palle rubate: 6 (2 volte)
- Massimo di stoppate: 3 (4 volte)
- Massimo di minuti giocati: 39 vs Denver Nuggets (4 aprile 2021)

### G League
| Anno      | Squadra        | PG | PT | MP   | TC%  | 3P%  | TL%  | RP  | AP  | PRP | SP  | PP   |
| --------- | -------------- | -- | -- | ---- | ---- | ---- | ---- | --- | --- | --- | --- | ---- |
| 2022-2023 | Lakeland Magic | 2  | 0  | 22,2 | 47,4 | 36,4 | 100  | 4,5 | 2,0 | 2,0 | 0,5 | 14,0 |
| 2024-2025 | Westch. Knicks | 45 | 43 | 36,5 | 44,3 | 36,2 | 71,6 | 8,3 | 4,8 | 1,6 | 1,4 | 16,7 |
| Carriera  | Carriera       | 47 | 43 | 35,9 | 44,4 | 36,2 | 72,6 | 8,1 | 4,7 | 1,6 | 1,4 | 16,6 |